# Reichenbach (Emsbach)
Der Reichenbach im Taunus ist ein fast 2 Kilometer langer, rechtsseitiger und nördlicher Zufluss des Emsbachs im Gebiet der Gemeinde Waldems des hessischen Rheingau-Taunus-Kreises.

## Geographie
Der Reichenbach entspringt südlich des kleinen Ortes Tenne. Zunächst fließt er südsüdostwärts neben der B 275 am linken Hang entlang. Im Ortsteil Reichenbach quert ihn die Bundesstraße und er läuft nun neben ihr süd- bis südsüdwestwärts. Am Talende passiert er die in etwas Abstand am Fuß des linken Talsprons stehende Oberndorfer Mühle, unterquert die L3450 und mündet dann von rechts in den oberen Emsbach.